# Portals de Ratera
Els Portals de Ratera és una obra de Ratera, al municipi dels Plans de Sió (Segarra), inclosa a l'Inventari del Patrimoni Arquitectònic de Catalunya.

## Descripció
És un pas cobert delimitat per dos portals al nucli de Ratera, que dona pas a una plaça interior de petites dimensions i de planta circular, a partir de la qual es distribueix cada un dels habitatges amb la presència d'un pou central, formant una vila closa. Al portal s'hi accedeix per la part exterior mitjançant un arc de mig punt que condueix a un pas cobert per una volta plana amb la presència d'un embigat de fusta, finalitzant amb un segon portal cobert per un arc pla. Actualment es pot datar entre els segles XVIII i XX, segles en què ha patit la major part de remodelacions, tot i que els seus orígens són anteriors.